# Punta Ramos
La punta Ramos es un accidente geográfico costero ubicado en el departamento Deseado de la Provincia de Santa Cruz (Argentina), más específicamente en la posición  48°00′47″S 65°55′14″O / -48.01306, -65.92056. Se ubica en la parte central de la  bahía de los Nodales, al sur de punta Médanos Negros e isla Lobos y al norte de punta Medanosa. A 3,7 kilómetros al noreste se encuentra la isla Guano.
La punta está constituida por afloramientos rocosos porfíricos de la formación Bahía Laura, los cuales se hallan cubiertos por sedimentos eólicos de origen holocénico, en especial en su cara sur y este donde se registran algunas acumulaciones medanosas en erosión activa.